# Vitaliy Parakhnevych
Vitaliy Parakhnevych (sinh ngày 4 tháng 5 năm 1969) là một cầu thủ bóng đá người Tajikistan.

## Đội tuyển bóng đá quốc gia Tajikistan
Vitaliy Parakhnevych thi đấu cho đội tuyển bóng đá quốc gia Tajikistan từ năm 1997.

## Thống kê sự nghiệp
| Đội tuyển bóng đá Tajikistan | Đội tuyển bóng đá Tajikistan | Đội tuyển bóng đá Tajikistan |
| Năm                          | Trận                         | Bàn                          |
| ---------------------------- | ---------------------------- | ---------------------------- |
| 1997                         | 1                            | 0                            |
| Tổng cộng                    | 1                            | 0                            |